# ليلي سوبورغ
ليلي سوبورغ (1 آب / أغسطس - 20 تموز / يوليه 1841 في روسا مانور - 8 شباط / فبراير 1923 في فالغا) كانت صحفية وكتابة ونسوية استونية. في عام 1882، أنشأت مدرسة ابتدائية خاصة للفتيات الإستونيات في بارنو، في عام 1885 نقلتها إلى فيلياندي عندما زاد عدد التلاميذ. في 1887-1894، أسست وبدأت نشر أول مجلة نسائية في إستونيا، ليندا. عندما اضطر سوبورغ إلى بيع مذكراتها، انتقل إلى لاتفيا وترأست مدرسة هناك حتى عام 1907.